# Список эпизодов телесериала «Звёздные врата: SG-1»
Ниже приведен список и описание эпизодов американского научно-фантастического телевизионного сериала «Звёздные врата: SG-1».
Сериал выходил на экраны с 27 июля 1997 года по 13 марта 2007 года и содержит 10 сезонов (214 эпизодов).

## Обзор
| Сезон | Сезон | Кол-во эпизодов | Премьера  | Выход на DVD (R1) |
| ----- | ----- | --------------- | --------- | ----------------- |
|       | 1     | 22              | 1997—1998 | 22 мая 2001       |
|       | 2     | 22              | 1998—1999 | 3 сентября 2002   |
|       | 3     | 22              | 1999—2000 | 17 июля 2003      |
|       | 4     | 22              | 2000—2001 | 2 сентября 2003   |
|       | 5     | 22              | 2001—2002 | 20 января 2004    |
|       | 6     | 22              | 2002—2003 | 2 марта 2004      |
|       | 7     | 22              | 2003—2004 | 19 октября 2004   |
|       | 8     | 20              | 2004—2005 | 4 октября 2005    |
|       | 9     | 20              | 2005—2006 | 3 октября 2006    |
|       | 10    | 20              | 2006—2007 | 24 июля 2007      |

## Эпизоды

### Первый сезон (1997—1998)
| № общий | № в сезоне | Название                                              | Дата премьеры    |
| --- | ---------- | ----------------------------------------------------- | ---------------- |
| 1 | 1          | «Дети Богов. Часть 1» «Children of the Gods (Part 1)» | 27 июля 1997     |
| Год назад полковник Джек О'Нилл и его команда на планете Абидос сражались c воинами Ра и смертоносными планерами, вооружёнными плазменными пушками. Нападение на базу существа с горящими глазами показалось Джеку подозрительно знакомым, и он решил, что на Землю с местью вернулся давний враг. |            |                                                       |                  |
| 2 | 2          | «Дети Богов. Часть 2» «Children of the Gods (Part 2)» | 27 июля 1997     |
| Преследуя на планете Чулак противника, похитившего близких им людей, Джек и его команда попали в плен к гоа'улду Апофису. Теперь у них только один шанс на спасение — джаффа Тил'к. |            |                                                       |                  |
| 3 | 3          | «Внутренний враг» «The Enemy Within»                  | 1 августа 1997   |
| После возвращения с Чулака майор Кавальский начал жаловаться на постоянные головные боли. Медицинский осмотр выявил личинку гоа’улда, спасшуюся из тела убитого на Чулаке джаффа и прикрепившуюся к шейному отделу позвоночника майора. С помощью бывшего джаффа Тил'ка врачи смогли подобрать оптимальную анестезию, но единственный выход — это хирургическая операция, которая из-за своей сложности почти нереальна.                                          |            |                                                       |                  |
| 4 | 4          | «Эмансипация» «Emancipation»                          | 8 августа 1997   |
| Попав на планету, капитан Картер оказалась в весьма сложном положении. Законы этого мира, где жили люди, похожие на древних монголов, запрещали женщинам всякое самовыражение. Сын вождя Абу похитил Саманту, чтобы обменять златовласую иностранку на свою любовь. |            |                                                       |                  |
| 5 | 5          | «Раздел по Броку» «The Broca Divide»                  | 15 августа 1997  |
| Команда SG-1 попадает на планету, чья звезда разделяет планету на две части — вечной ночи и вечного дня. На светлой стороне живут люди, чья цивилизация весьма схожа с минойской цивилизацией уровня бронзового века, а на тёмной стороне живут первобытные существа. После возвращения на Землю оказывается, что причиной отсталости последних является инфекция, заразившая и команду SG-1, а позже и остальной персонал «Звёздных врат».                       |            |                                                       |                  |
| 6 | 6          | «Первая заповедь» «The First Commandment»             | 22 августа 1997  |
| Команда SG-9 открыла Врата на Землю, однако назад через них никто не прошёл. Команда SG-1 послана для выяснения причин. Прибыв на планету, они обнаруживают, что командир SG-9 капитан Хансон провозгласил себя богом. Он заставляет жителей планеты строить себе дворец, а всех ропщущих выставляет на открытое солнце, лучи которого убивают за семь дней. |            |                                                       |                  |
| 7 | 7          | «Воскресший Лазарь» «Cold Lazarus»                    | 29 августа 1997  |
| На одной из планет команда SG-1 обнаруживает массу разбитых кристаллов. Полковник О’Нилл, найдя один целый и дотронувшись до него, был отброшен непонятной силой и потерял сознание. Возникший из кристалла его абсолютный двойник возвращается на Землю в составе ничего не подозревающей команды. |            |                                                       |                  |
| 8 | 8          | «Нокс» «The Nox»                                      | 9 сентября 1997  |
| Для поиска новых военных технологий Тил'к предлагает отправиться на планету, где обитают существа по имени Фенри, обладающие способностью становиться невидимыми. Прибыв на планету, команда SG-1 встречает своего заклятого врага Апофиса, который тоже охотится на Фенри. |            |                                                       |                  |
| 9 | 9          | «Свеча на ветру» «Brief Candle»                       | 19 сентября 1997 |
| Команда SG-1 попадает на планету Аргос, смоделированную по образу классической Греции. Живущие на ней люди всегда счастливы и веселы. Однако выясняется, что срок их жизни чрезвычайно короток — лишь сто дней. О’Нилл заражается нанитами и начинает очень быстро стареть. По оценкам врачей, ему осталось жить не более двух недель. |            |                                                       |                  |
| 10 | 10         | «Молот Тора» «Thor's Hammer»                          | 26 сентября 1997 |
| В попытке найти новых союзников для борьбы с гоа’улдами Дэниел предлагает найти мир, где якобы правил скандинавский бог войны Тор, который защищал людей от «ётунов» — злобных дьяволов. Оказалось, что этот мир под названием Киммерия давно известен Тил'ку и что он считается запрещенным для гоа’улдов и джаффа. Команда SG-1 отправляется туда, чтобы войти в контакт с расой Тора.                                                                          |            |                                                       |                  |
| 11 | 11         | «Танталовы муки» «The Torment Of Tantalus»            | 3 октября 1997   |
| Пентагон рассекретил плёнки, связанные с экспериментами над Вратами полувековой давности. Просматривая видеозаписи экспериментов, Дэниэл Джексон обнаружил, что они увенчались успехом и Врата были открыты, после чего через них был послан доброволец — доктор Эрнест Литлфилд. За разъяснениями Дэниел обращается к бывшей руководительнице проекта «Звёздных врат» Катрине Ленфорд, чей отец когда-то обнаружил Врата и занимался дальнейшими исследованиями. |            |                                                       |                  |
| 12 | 12         | «Зов крови» «Bloodlines»                              | 10 октября 1997  |
| Тил'к рассказывает О’Ниллу о том, что у него на Чулаке есть сын. Мальчик достиг возраста, когда ему должны имплантировать гоа’улда и сделать его джаффой. Тил'к должен помешать этой церемонии для того, чтобы спасти Раека от рабства, на которое обрекает его служение го’аулдам. SG-1 отправляется на Чулак. |            |                                                       |                  |
| 13 | 13         | «Огонь и вода» «Fire And Water»                       | 17 октября 1997  |
| Команда SG-1 возвращается в сильном шоке с очередного задания через четыре часа после его начала. Они рассказали генералу Хаммонду о том, что гейзеры, находящиеся на планете, начали спонтанно выбрасывать пламя. Дэниел находился в этот момент слишком близко возле опасного источника и тут же сгорел. Но команда SG-1 не может избавиться от чувства, что Дэниел жив и ещё раз отправляется на планету.                                                      |            |                                                       |                  |
| 14 | 14         | «Хатор» «Hathor»                                      | 24 октября 1997  |
| При исследовании пирамид в Мексике археологи обнаружили саркофаг с египетскими иероглифами. Открыв его, они выпустили на свободу сильного гоа’улда — Хатор, которая находилась в анабиозе десять тысяч лет. Хатор направляется к базе с Вратами, чтобы, пользуясь своей властью над мужчинами, создать собственную армию. |            |                                                       |                  |
| 15 | 15         | «Необычное явление» «Singularity»                     | 31 октября 1997  |
| Команда SG-1 отправилась на планету P8X-987, чтобы во время солнечного затмения наблюдать чёрные дыры, однако, прибыв туда, они обнаруживают, что все её обитатели и команда SG-9 погибли от непонятной болезни. И только десятилетняя девочка чудом осталась в живых. |            |                                                       |                  |
| 16 | 16         | «Кор-ай» «Cor-ai»                                     | 23 января 1998   |
| На очередном задании SG-1 попадает на планету, на которой раньше был Тил'к. Это — место, облюбованное гоа’улдами как место сбора будущих носителей гоа’улдов. Бирса, местные жители, привыкли спасаться бегством, но на этот раз они решили осудить Тил'ка за его преступления на службе у Апофиса. Тил'к должен ответить на суде Кор-ай перед юношей, чьего отца он убил. Наказание за это преступление — смерть.                                                |            |                                                       |                  |
| 17 | 17         | «Загадка» «Enigma»                                    | 30 января 1998   |
| На планете Толлан команда полковника О’Нилла попадает в самое сердце катастрофы — извергающийся вулкан выбрасывает огненные потоки лавы и удушающие газы. Около Врат под слоем пепла лежат тела тех, кто не успел выбраться из этого ада. SG-1 спасает всех оставшихся в живых толланцев. Однако те не спешат благодарить землян за спасение. |            |                                                       |                  |
| 18 | 18         | «Одиночество» «Solitudes»                             | 6 февраля 1998   |
| Во время очередного задания команда SG-1 подверглась нападению. При переходе сквозь Врата домой вернулись только Дэниэл и Тил'к. Капитан Картер и полковник О’Нилл оказались в ледяной пещере. Дэниел и Тил'к продолжают искать их, не теряя надежды на то, что их друзья всё ещё живы. |            |                                                       |                  |
| 19 | 19         | «Жестяной человек» «Tin Man»                          | 13 февраля 1998  |
| На одной из «ржавых» планет SG-1 попадает под удар электрошока. Придя в себя, они обнаруживают себя в обществе добродушного и весёлого человека по имени Харлом, который утверждает, что ему 11000 лет, а члены команды SG-1 теперь стали «лучше». |            |                                                       |                  |
| 20 | 20         | «Милостью Божьей» «There But For The Grace Of God»    | 20 февраля 1998  |
| На планете P3R-233 команда SG-1 обнаруживает пустующую базу, на которой когда-то была борьба с гоа’улдами и чьи защитники были побеждены. Дэниел находит там странное зеркало. Он дотрагивается до него и, вернувшись на Землю, обнаруживает, что здесь всё совсем по-другому. |            |                                                       |                  |
| 21 | 21         | «Политика» «Politics»                                 | 27 февраля 1998  |
| Сенатор Кинси считает, что проект «Звёздные врата» не оправдывает затраченных средств и намеревается закрыть проект. На слушаниях команда SG-1 пытается его переубедить, но безуспешно, и проект «Звёздные врата» готовят к закрытию. |            |                                                       |                  |
| 22 | 22         | «В объятиях змеи» «Within The Serpent's Grasp»        | 6 марта 1998     |
| После официального свёртывания проекта Врата должны быть демонтированы, однако SG-1, не подчинившись приказу, предпринимает отчаянную попытку использовать добытые Дэниелом координаты и спасти родную планету от массированной атаки гоа’улдов. |            |                                                       |                  |

### Второй сезон (1998—1999)
| № общий | № в сезоне | Название                                           | Дата премьеры    |
| --- | ---------- | -------------------------------------------------- | ---------------- |
| 23 | 1          | «В логове змеи» «The Serpent's Lair (Part 3)»      | 26 июня 1998     |
| На орбиту Земли вышли два корабля гоа’улдов. Опасаясь самого худшего, командование SGC эвакуирует через «Врата» самых важных людей земного общества. Тем временем, команда SG-1 пытается уничтожить флот противника, проникнув с помощью «Врат» на корабль, которым управляет сын Апофиса — Клорел. |            |                                                    |                  |
| 24 | 2          | «При исполнении» «In The Line Of Duty»             | 3 июля 1998      |
| Гоа’улдами было совершено нападение на маленькую деревню, расположенную на планете Насиа, в то время, когда там находилась команда SG-1. При спасении тяжело раненого, в тело Саманты Картер проник гоа’улд. Полковник О’Нилл, пытается договориться с ним, чтобы спасти жизнь женщины. |            |                                                    |                  |
| 25 | 3          | «Заключенные» «Prisoners»                          | 10 июля 1998     |
| При исследовании малозначительной на первый взгляд планеты, команда полковника О’Нилла встречает умоляющего о помощи человека. Но стоило им только дотронуться до него, как охраняющие эту планету существа признают их виновными в преступлении этого человека — убийстве, и приговаривают к пожизненному заключению в особом мире, где правит только грубая сила осуждённых.                                                                     |            |                                                    |                  |
| 26 | 4          | «Хранитель игры» «The Gamekeeper»                  | 17 июля 1998     |
| SG-1 довелось исследовать удивительно красивый мир, где среди цветов находился купол, содержащий странные устройства, в которых спали, находясь в анабиозе, люди. При попытке исследовать их, команда оказалась поймана странными механизмами этих машин. Очнувшись, они вынуждены были снова и снова проживать все самые страшные моменты своей жизни на радость Хранителю виртуального мира.                                                     |            |                                                    |                  |
| 27 | 5          | «Нужда» «Need»                                     | 24 июля 1998     |
| Во время исследования планеты, имеющей богатые залежи наквадаха, Дэниел заметил девушку, которая собиралась броситься с обрыва. В последний момент он, спасая её, обнаружил, что это — прекрасная принцесса Шайра, дочь правителя планеты. Однако, за спасение девушка отплатила отнюдь не благодарностью, разрешив джаффа воинам отправить SG-1 на рабскую работу в рудники. Раскрываются некоторые тайны саркофага.                              |            |                                                    |                  |
| 28 | 6          | «Колесница Тора» «Thor's Chariot»                  | 31 июля 1998     |
| Команда SG-1 возвращается на планету Киммерия, узнав о том, что она была атакована гоа’улдами. «Молот Тора» был единственной защитой от вторжения гоа’улдов и был уничтожен в прошлое посещение планеты командой. |            |                                                    |                  |
| 29 | 7          | «Письмо в бутылке» «Message In A Bottle»           | 7 августа 1998   |
| При исследовании мёртвой планеты, SG-1 обнаруживает шар, испускающий электромагнитные импульсы. Поскольку шар мог потенциально нести в себе полезную информацию и мог быть источником энергии, они приносят его на Землю для дальнейшего изучения, но вскоре обнаруживают свою ошибку. |            |                                                    |                  |
| 30 | 8          | «Семья» «Family»                                   | 14 августа 1998  |
| Бра’так, наставник Тил'ка, прибыл на базу с шокирующими новостями: Апофису удалось выжить после взрыва корабля. Гоа’улд объявился на Чулаке и похитил сына Тил'ка. SG-1 бросились за ним вдогонку, чтобы уберечь мальчика от влияния Апофиса. В ходе поисков Тил'к получил известие о своей жене. |            |                                                    |                  |
| 31 | 9          | «Тайны» «Secrets»                                  | 21 августа 1998  |
| Полковник О’Нилл и капитан Саманта Картер приглашены в Вашингтон для вручения наград. Тем временем, несмотря на то, что Дэниел не выполнил обещания, данного отцу Ша’ре, он решает возвратиться на Абидос. Однако к своему удивлению он узнаёт, что его жена уже около полугода живёт там, ожидая появления на свет ребёнка от Апофиса. |            |                                                    |                  |
| 32 | 10         | «Яд» «Bane»                                        | 25 сентября 1998 |
| При исследовании планеты BP6-3Q1 Тил'к был ужален огромным насекомым. Яд насекомого начал трансформировать ДНК Тил'ка в свою собственную. Во время транспортировки Тил'ка в специальную лабораторию для исследования этой болезни, произошёл несчастный случай, который помог Тил'ку сбежать. Команда SG-1 должна найти своего друга, пока не стало слишком поздно.                                                                                |            |                                                    |                  |
| 33 | 11         | «Ток-Ра (первая часть)» «The Tok'ra (Part 1)»      | 2 октября 1998   |
| Саманту Картер начинают мучить видения. Она видит сны Джолинар — ток'ра, которая находилась в её теле. Она была мятежницей, которая сопротивлялась власти лордов системы. SG-1 отправляется на задание, в то время как отец Картер умирает от рака. |            |                                                    |                  |
| 34 | 12         | «Ток-Ра (вторая часть)» «The Tok'ra (Part 2)»      | 9 октября 1998   |
| Ток'ра отклонили предложение SG-1 вступить с землянами в союз против гоа’улдов, пояснив, что, во-первых, землянам нечего предложить взамен. И, во-вторых, для союза нужно доверие, а о каком доверии и взаимопомощи может идти речь, когда никто из людей не согласился стать носителем ток'ра Селмака. |            |                                                    |                  |
| 35 | 13         | «Духи» «Spirits»                                   | 23 октября 1998  |
| Команда SG-11, была занята на планете PXY-887 добычей сверхлёгкого и прочного металла триниума. По непонятным причинам эта команда не вышла на связь в установленное время, а во время приёма сигнала в SGC из «Врат» вылетела стрела, которая, пробила бронестекло и попала в предплечье полковника. Командование в этой миссии перешло на капитана Картер. SG-1 отправляется на задание для того, чтобы разобраться с судьбой пропавшей команды. |            |                                                    |                  |
| 36 | 14         | «Пробный камень» «Touchstone»                      | 30 октября 1998  |
| Группа людей, замаскировавшись под отряд SG-1, украла на планете Мадрона «Пробный камень», который управляет климатом планеты. Без «Пробного камня» погода стала ухудшаться, над жителями планеты нависла смертельная угроза. Местный первосвященник Рохам обвинил в краже отряд SG-1. |            |                                                    |                  |
| 37 | 15         | «Пятая раса» «The Fifth Race»                      | 22 января 1999   |
| Дэниел предлагает заняться более подробным исследованием планеты, где на полу были обнаружены неизвестные ему письмена. В изначально глухой комнате вдруг появилось странное устройство. Когда полковник заглянул в него, то был им схвачен. По возвращении, он начал вставлять в свою речь слова из инородного языка, будучи не в состоянии объяснить их смысл.                                                                                   |            |                                                    |                  |
| 38 | 16         | «Значение времени» «A Matter Of Time»              | 29 января 1999   |
| Планета P3X-451 попадает под влияние чёрной дыры, в то время как там находилась команда SG-10. При попытке спасти их, были открыты «Врата». Однако тем самым они были вовлечены в гравитационное поле дыры. При попытке отключения энергии «Врат», Тил'к получил сильные ожоги, и это ничего не дало. |            |                                                    |                  |
| 39 | 17         | «Отпуск» «Holiday»                                 | 5 февраля 1999   |
| SG-1 пали жертвой изобретения Ма’челло, давнего врага гоа’улдов. Ма’челло заверил SG-1, что обладает оружием против гоа’улдов, и с помощью хитрого устройства обманом забрал тело Дэниела. Сознание Ма’челло переселилось в тело молодого археолога, а сознание Дэниела оказалось в теле умирающего старика. |            |                                                    |                  |
| 40 | 18         | «Песнь змея» «Serpent's Song»                      | 12 февраля 1999  |
| Команда SG-1 получает сигнал от ток'ра с назначением встречи. Однако вместо повстанцев недалеко от «Врат» падает подбитый глайдер, в котором они обнаруживают своего заклятого врага — Апофиса. Раненый лорд умоляет своих бывших противников о помощи. Он предлагает все знания свой расы в обмен на нового носителя. |            |                                                    |                  |
| 41 | 19         | «Один неверный шаг» «One False Step»               | 19 февраля 1999  |
| Во время обычной разведывательной миссии разбился планер, врезавшись в растение, напоминающее длинные белые грибы. SG-1 отправились на поиски планера и столкнулись с примитивными существами, которые после прибытия SG-1 внезапно заболели. Вскоре чума охватила всю расу. |            |                                                    |                  |
| 42 | 20         | «Покажи и расскажи» «Show And Tell»                | 26 февраля 1999  |
| Через «Врата» в комплекс проходит десятилетний мальчик. Он рассказывает, что его мать принадлежит к расе Риту, чья планета была уничтожена лордами системы, и теперь фракция террористов Риту решила победить гоа’улдов, уничтожая всех потенциальных носителей — людей. |            |                                                    |                  |
| 43 | 21         | «1969» «1969»                                      | 5 марта 1999     |
| Солнечная вспышка изменила пространственный туннель и перебросила SG-1 в 1969 год. Они приземлились на секретный военный объект. Во время переезда на место дальнейшего допроса, молодой лейтенант Хаммонд помог им сбежать. Чтобы попасть домой, ребята должны добраться до «Звёздных Врат» к следующей солнечной вспышке. |            |                                                    |                  |
| 44 | 22         | «Вне разума (первая часть)» «Out Of Mind (Part 1)» | 12 марта 1999    |
| Джек проснулся в криогенном контейнере земной базы «Звёздных Врат». Доктора́ уверили, что он был в заморозке 79 лет, а его друзья Дэниел, Саманта и Тил'к погибли много лет назад. Расстроенный Джек отправился на экскурсию по базе, не подозревая, что Дэниел и Саманта совсем близко. |            |                                                    |                  |

### Третий сезон (1999—2000)
| № общий | № в сезоне | Название                                                         | Дата премьеры   |
| --- | ---------- | ---------------------------------------------------------------- | --------------- |
| 45 | 1          | «Сквозь огонь (вторая часть)» «Into The Fire (Part 2)»           | 25 июня 1999    |
| Джек, Дэниел и Саманта оказались в плену у гоа’улда Хатор, в её убежище, как две капли воды похожем на земную базу SGC. Наслаждаясь беспомощностью SG-1, Хатор устроила шоу, заставив Дэниэла и Саманту смотреть, как она вживляет Джеку личинку гоа’улда. Генерал Хаммонд послал на планету Хатор четыре SG-команды под командованием полковника Мэйкписа, но спасательная операция провалилась, и Хаммонд сам отправился на выручку SG-1.                                                   |            |                                                                  |                 |
| 46 | 2          | «Сет» «Seth»                                                     | 2 июля 1999     |
| Джейкоб, отец Картер, привлек SG-1 к поискам старейшего Гоа’улдовского Системного Владыки — Сета, спрятавшегося на Земле от гнева своих собратьев. Поиск в Интернете выявил, что на протяжении сотен лет Сет вербовал рекрутов в свою секту. После недолгих поисков SG-1 обнаружила вооруженное до зубов логово Сета, где он и его последователями укрылись от властей. |            |                                                                  |                 |
| 47 | 3          | «Честная игра» «Fair Game»                                       | 9 июля 1999     |
| Главнокомандующий Азгардов, Тор, предупредил Джека о том, что Системные Владыки готовятся напасть на Землю, и предложил себя в качестве посредника между землянами и гоа’улдами. Для переговоров о судьбе Земли на базу генерала Хаммонда прибыло трое Системных Владык — Йю, Нирти и Хронос. Тор убедил их заключить мир с землянами, но взамен троица гоа’улдов потребовала уничтожения всех земных «Звездных Врат».                                                                        |            |                                                                  |                 |
| 48 | 4          | «Наследие» «Legacy»                                              | 16 июля 1999    |
| Во время плановой миссии команда SG-1 обнаружила в запертой изнутри комнате тела гоа’улдов. Один их мертвецов держал в руках загадочную табличку, когда Дэниел её коснулся, он начал слышать голоса и видеть кошмары. Медицинские тесты подтвердили неутешительный диагноз — шизофрения. |            |                                                                  |                 |
| 49 | 5          | «Кривая обучения» «Learning Curve»                               | 23 июля 1999    |
| В рамках программы по обмену технологиями Джек, Дэниел и Тил'к отправились на планету Орбан. Оказалось, что дети орбанцев накапливают в памяти знания, а затем с помощью наномашин передают их остальному населению планеты, но сами при этом теряют память и превращаются в изгоев. |            |                                                                  |                 |
| 50 | 6          | «Точка зрения» «Point Of View»                                   | 30 июля 1999    |
| На секретном объекте Зоны 51 объявились двойники Саманты Картер и майора Кавальского, погибшего два года назад. Их появление застало врасплох персонал базы «Звездных Врат». Двойники из параллельного мира переправились на Землю через квантовое зеркало, которым когда-то (в конце перого сезона) воспользовался Дэниел. |            |                                                                  |                 |
| 51 | 7          | «Кнопка мертвеца» «Deadman Switch»                               | 6 августа 1999  |
| Рутинная разведывательная операция превратилась в погоню за беглым гоа’улдом, после того, как SG-1 попали в невидимую ловушку, сооруженную из силового поля, и оказались в плену у охотника за головами Ариса Бока. Арис Бок заставил SG-1 присоединиться к поискам беглеца, пообещав им за это свободу. |            |                                                                  |                 |
| 52 | 8          | «Демоны» «Demons»                                                | 13 августа 1999 |
| На одной из планет в средневековой деревне SG-1 освободили привязанную к столбу молодую женщину. Местный монах Саймон объяснил им, что Мери предназначалась в жертву демону, который уже много лет досаждает жителям деревни. Каноник выбрал Мэри, потому что ошибочно принял её болезнь за одержимость дьяволом. |            |                                                                  |                 |
| 53 | 9          | «Правила боя» «Rules Of Engagement»                              | 20 августа 1999 |
| Выйдя из «Звездных Врат», SG-1 неожиданно очутились в центре сражения между солдатами в форме SGC и отрядом джаффы. Джек, Дэниел, Саманта и Тил'к бросились на помощь «своим», решив, что, наконец-то, нашлась пропавшая команда SG-11. Но вместо благодарности загадочная SG-команда направила на SG-1 своё оружие. |            |                                                                  |                 |
| 54 | 10         | «Вечность в один день» «Forever In A Day»                        | 8 октября 1999  |
| SG-1 отправились на Чулак, чтобы спасти Абидосианов от очередного визита гоа’улдов. Во время схватки Дэниэл заметил, что из близлежащей палатки за ними наблюдает… его пропавшая жена Ша’ре. Он подбежал к ней, но Ша’ре направила на Дэниэла наручное ленточное оружие. Теряя сознание, Дэниел увидел, что в палатку ворвался Тил'к с энергетическим шестом. |            |                                                                  |                 |
| 55 | 11         | «Прошлое и настоящие» «Past And Present»                         | 15 октября 1999 |
| SG-1 попали на планету, жители которой страдают массовой амнезией. Они не могут объяснить исчезновение стариков и детей, а начало своей истории ведут от события под названием Ворликс. Утрачена не только память о прошлом, но и знания, технологии. Нарушена преемственность поколений, планета на грани вымирания. |            |                                                                  |                 |
| 56 | 12         | «Воспоминания Джолинары (первая часть)» «Jolinar's Memories»     | 22 октября 1999 |
| На Землю с тревожной вестью прибыл ток'ра Мартуф, Джейкоб Картер (отец Саманты Картер) и его симбиот Селмак попали в плен к жестокому Системному Владыке Сокару. Сокар отправил Джейкоба/ Селмака на луну Нэту, в темницу, походящую на настоящую Преисподнюю. Единственной, кому удалось сбежать из этого Ада, была ток'ра Джолинар, но она умерла, а её воспоминания заперты в памяти Саманты Картер.                                                                                       |            |                                                                  |                 |
| 57 | 13         | «Дьявол, которого ты знаешь (вторая часть)» «The Devil You Know» | 29 октября 1999 |
| Пытаясь спасти Джекоба/Селмака из тюрьмы на луне Нету, SG-1 и ток'ра Мартуф тоже попали в плен, но не к Сокару, а к своему старому недругу гоа’улду Апофису — по иронии судьбы, еще одному пленнику Сокара. Апофис решил вытянуть из SG-1 план побега, чтобы самому сбежать с Нету и поквитаться с Сокаром. Используя технологии ток'ра и галлюциногенные препараты, Апофис заставил SG-1 вновь пережить самые яркие и болезненные воспоминания.                                              |            |                                                                  |                 |
| 58 | 14         | «Точка опоры» «Foothold»                                         | 5 ноября 1999   |
| Как только Джек, Дэниел, Саманта и Тил'к переступили порог родной базы, их тут же (под предлогом утечки химических веществ) препроводили в лазарет, где доктор Фрейзер вколола им снотворное. Но для джаффы с его ускоренным обменом веществ одной дозы оказалось не достаточно, Тил'к проснулся раньше остальных и с изумлением увидел, как доктор Фрейзер и генерал Хаммонд, как ни в чем не бывало, разговаривают с двумя незнакомыми существами.                                          |            |                                                                  |                 |
| 59 | 15         | «Обман» «Pretense»                                               | 21 января 2000  |
| Толланин Нарим пригласил SG-1 поучаствовать в Триаде. Только, оказавшись на новой родине толланинов, SG-1 узнали, что Триада — это древний судебный ритуал, в котором Скаара, старый друг Джека и родственник Дэниела, судится со своим гоа’улдом Клорелом. Скаара потребовал извлечь паразита из своего тела, но гоа’улд тоже живое существо и имеет право на жизнь… |            |                                                                  |                 |
| 60 | 16         | «Урго» «Urgo»                                                    | 28 января 2000  |
| Не успели SG-1 перешагнуть через порог «Звездных Врат», чтобы перенестись на планету, своей красотой напоминающую рай, как, к своему огромному удивлению, вновь оказались на земной базе SGC. Их замешательство усилилось, когда генерал Хаммонд сообщил, что они отсутствовали 15 часов. Пока ученые повторно занимались снимками райской планеты, Джек, Дэниел, Саманта и Тил'к обнаружили, что на базе SGC объявился загадочный гость, которого, кроме них, никто не видит и не слышит.    |            |                                                                  |                 |
| 61 | 17         | «Сто дней» «A Hundred Days»                                      | 4 февраля 2000  |
| На планете Эдора жители небольшой деревушки с тревогой ждут начала «огненного дождя» из метеоров. Дэниэл по слоям почвы вычислил, что разрушительная сила «огненного дождя» постоянно растет. Джек решил эвакуировать жителей деревни, пока он уговаривал самых упрямых, Дэниел, Саманта и Тил'к с остальными селянами через «Звёздные Врата» переправились на базу. Когда Джек под дождем из раскаленных камней подбежал к «Вратам», в них, прямо на его глазах, врезался огромный метеорит. |            |                                                                  |                 |
| 62 | 18         | «Оттенки серого» «Shades Of Grey»                                | 11 февраля 2000 |
| Когда толланы отказались поделиться с землянами своими технологиями, раздосадованный Джек на глазах у изумленных друзей выдрал из стены прибор толланов и забрал с собой на Землю. На базе Джек, после тяжелого разговора с генералом Хаммондом, подал в отставку и отправился на планету Эдора. В действительности же, он примкнул к отряду наемников, путешествующих по планетам и крадущих инопланетное оружие и технологии.                                                               |            |                                                                  |                 |
| 63 | 19         | «Новая земля» «New Ground»                                       | 18 февраля 2000 |
| На планете, куда попали SG-1, существование «Звездных Врат» стало причиной войны между представителями двух культур. Сторонники одной культуры считают «Звёздные Врата» проходом в другой мир. Сторонники другой — готовы на все, чтобы доказать обратное, даже на убийство Джека, Дэниела и Саманты, живых доказательств ошибочности их веры. |            |                                                                  |                 |
| 64 | 20         | «Материнский инстинкт» «Maternal Instinct»                       | 25 февраля 2000 |
| SG-1 обнаружили таинственную планету Кхеб, упоминаемую в мифах гоа’улдов и джаффа, и отправились туда в поисках Харсисиса, ребенка Апофиса и Ша’ре/Амонет. Они должны найти младенца прежде, чем до него доберется Апофис. |            |                                                                  |                 |
| 65 | 21         | «Хрустальный череп» «Crystal Skull»                              | 3 марта 2000    |
| Зонд сфотографировал пещеру, напоминающую пирамиду Майя. Дэниел заинтересовался вырезанным из кристалла черепом, находящимся в центре пещеры. Он рассказал Джеку, Саманте, Тил'ку и генералу Хаммонду, что в 1971 году его дедушка нашел точно такой же череп. |            |                                                                  |                 |
| 66 | 22         | «Возмездие (первая часть)» «Nemesis»                             | 10 марта 2000   |
| В предвкушении грядущего отпуска и рыбалки Джек направился к выходу из базы, но неожиданно для себя очутился на корабле Тора в окружении сотен металлических жучков. Тор телепортировал Джека на корабль, чтобы предупредить о репликаторах — искусственных организмах, пожирающих все на своем пути, которые захватили его корабль и развернули к Земле. |            |                                                                  |                 |

### Четвёртый сезон (2000—2001)
| № общий | № в сезоне | Название                                                     | Дата премьеры    |
| --- | ---------- | ------------------------------------------------------------ | ---------------- |
| 67 | 1          | «Маленькие победы (вторая часть)» «Small Victories (Part 2)» | 30 июня 2000     |
| Вскоре после возвращения на Землю SG-1 узнаёт, что один из репликаторов со сбитого в предыдущем эпизоде корабля выжил и попал на российскую подводную лодку Б-4 проекта 641 (Классификация NATO «Foxtrot»). О’Нилл и Тил'к должны уничтожить там всех расплодившихся репликаторов, в то время как Картер направляется вместе с Тором на его родную планету для того, чтобы найти способ остановить управляемый репликаторами корабль, который летит к главной планете Азгардов. |            |                                                              |                  |
| 68 | 2          | «Обратная сторона» «The Other Side»                          | 7 июля 2000      |
| В SGC поступил сигнал бедствия с другой планеты. Команда SG-1 отправились на помощь своим собратьям и очутились в хорошо укрепленном бункере. Обитатели бункера, оказавшись из-за многолетней войны на грани вымирания, предложили SG-1 свои технологии в обмен на помощь землян. Но чем больше SG-1 узнавали потенциальных союзников, тем больше рождалось сомнений, жертвы они или агрессоры? |            |                                                              |                  |
| 69 | 3          | «Обновления» «Upgrades»                                      | 14 июля 2000     |
| Ученые Ток’ра предложили SG-1 испытать на себе устройства, созданные Атониексами, древней расой догоа’улдовских времен. Приборы во много раз увеличивали силу и ловкость их владельцев. Вооруженные новоиспеченным устройством, Джек, Дэниел, Саманта и Тил'к отправились на очередную миссию. |            |                                                              |                  |
| 70 | 4          | «Перекресток» «Crossroads»                                   | 21 июля 2000     |
| В SGC, пришла старая знакомая Тил'ка — женщина-джаффа, утверждающая, что, войдя в контакт со своим симбионтом, она уговорила его выступить против гоа’улдов и поделиться всеми технологиями лордов системы. |            |                                                              |                  |
| 71 | 5          | «Разделяй и властвуй» «Divide And Conquer»                   | 28 июля 2000     |
| Один из членов SGC теряет над собой контроль и пытается убить членов совета Ток'ра. Выясняется, что это действие новой технологии гоа’улдов, под воздействием которой человек теперь запрограммирован на убийство. Каждый сотрудник комплекса, должен пройти специальную проверку. |            |                                                              |                  |
| 72 | 6          | «Окно возможностей» «Window Of Opportunity»                  | 4 августа 2000   |
| Из-за «Звёздных Врат» Земля попала под действие временной аномалии и проживает одни и те же десять часов снова и снова. О том, что происходит, знают только Джек и Тил'к. Они должны убедить в этом остальных и разорвать цепочку временной ловушки. |            |                                                              |                  |
| 73 | 7          | «Водные врата» «Watergate»                                   | 11 августа 2000  |
| Открытие, сделанное на океанском дне, даёт возможность России получить доступ к технологии «Звёздных Врат»: соединение обнаруженных на затонувшем корабле Азгардов Врат с отобранным у немцев в 1945 наборным устройством позволяет создать полноценный комплекс врат. Однако вскоре русские военные обращаются к своим американским коллегам с просьбой о помощи для выяснения обстоятельств трагедии на секретной военной базе в Сибири. SG-1 и сопровождающая их доктор Светлана Маркова отправляются на базу, где они обнаруживают странную форму жизни.                                                                                         |            |                                                              |                  |
| 74 | 8          | «Первые» «The First Ones»                                    | 18 августа 2000  |
| Во время археологической экспедиции на планету, являющуюся, по всей видимости, прародиной гоа’улдов, Дэниел попадает в заключение к унасу и должен использовать все свои навыки, чтобы выжить. Пытаясь найти его, SG-1 сталкивается с неожиданными трудностями, обнаружив, что местные озёра буквально кишат живыми гоа’улдами в диком состоянии. |            |                                                              |                  |
| 75 | 9          | «Выжженная Земля» «Scorched Earth»                           | 25 августа 2000  |
| На следующем задании команда полковника О’Нилла попадает в центр конфликта между двумя цивилизациями, желающими колонизировать одну и ту же планету. Живущее там население на грани вымирания — огромный корабль занимается терраформингом, выжигая всю существующую на планете биосферу. |            |                                                              |                  |
| 76 | 10         | «Под поверхностью» «Beneath The Surface»                     | 1 сентября 2000  |
| Память команды SG-1 стёрта. Они используются в качестве рабочей силы на подземном заводе ледяной планеты. Но на Тил'ка методы жителей планеты не действуют. Джек и остальные постепенно вспоминают прошлое. |            |                                                              |                  |
| 77 | 11         | «Точка невозврата» «Point Of No Return»                      | 8 сентября 2000  |
| На контакт с SGC выходит человек по имени Мартин Ллойд, который уверен, что он инопланетянин и помнит о своей жизни на других планетах. Он считает, что за ним следят всевозможные спецслужбы, также он знает о существовании «Звёздных Врат». |            |                                                              |                  |
| 78 | 12         | «Касательная» «Tangent»                                      | 15 сентября 2000 |
| Полковник и Тил'к испытывают гибридный гоа’улдский глайдер смерти на орбите Земли. Однако в его программе было не всё учтено. Поэтому потерявшие контроль над кораблём Тил'к и О’Нилл беспомощно направились в открытый космос, ожидая помощи из SGC. |            |                                                              |                  |
| 79 | 13         | «Проклятие» «The Curse»                                      | 22 сентября 2000 |
| Из-за странной смерти своего учителя Дэниел возвращается к своему академическому прошлому. Впервые с момента своего привлечения в проект он встречается с бывшими друзьями и коллегами Сарой Гарднер и Стивеном Рейнером, но Дэниел должен довести до конца расследование гибели профессора. Обследовав артефакт под названием «каноп Исиды», с которым могли иметь дело египтологи, доктор Фрейзер обнаруживает в нём мёртвого симбионта-гоа’улда. Находка наталкивает Дэниела на мысль, что подобный симбионт мог освободиться из аналогичного «канопа Осириса». Все улики свидетельствуют против Стивена, но истина оказывается совершенно иначе. |            |                                                              |                  |
| 80 | 14         | «Змеиный яд» «The Serpent's Venom»                           | 29 сентября 2000 |
| Апофис и Херуур решают вступить в союз. Чтобы помешать этому союзу, Тил'к отправляется на родной Чулак в надежде убедить некоторых воинов-джафф восстать против гоа’улдов во имя свободы. |            |                                                              |                  |
| 81 | 15         | «Цепная реакция» «Chain Reaction»                            | 5 января 2001    |
| SGC должны принять новое командование после отставки генерала Хаммонда, за которой просматривается грязная политическая игра секретной правительственной организации NID, контролируемой противником SG-1 сенатором Кинси. |            |                                                              |                  |
| 82 | 16         | «2010» «2010»                                                | 12 января 2001   |
| В альтернативной реальности в 2010 году, после установления дружественных связей с высокоразвитой инопланетной цивилизацией Ашен, человечество, ещё недавно разбившее при помощи новых «друзей» могущественных гоа’улдов и надеявшееся на светлое будущее, стоит на краю гибели. Численность людей неуклонно падает. SG-1 пытается послать записку в прошлое в надежде на то, что будущее Земли изменится. |            |                                                              |                  |
| 83 | 17         | «Абсолютная власть» «Absolute Power»                         | 19 января 2001   |
| Судьба вновь сводит Дэниэла Джексона и его приёмного сына, мальчика-Харсесиса Шифу, который преподает учёному урок, отправив его в спиритуальное путешествие, в котором он должен понять настоящую цену знаний гоа’улдов, так желаемых Землёй. |            |                                                              |                  |
| 84 | 18         | «Свет» «The Light»                                           | 26 января 2001   |
| Очередным заданием SG-1 оказывается дворец наслаждений гоа’улдов, где содержится удивительно красивое устройство, чей свет завораживает и отнимает душу. |            |                                                              |                  |
| 85 | 19         | «Вундеркинд» «Prodigy»                                       | 2 февраля 2001   |
| Саманта пытается рекрутировать умную, но очень своенравную студентку, проходя с ней через «Звёздные Врата», однако простая экскурсия принимает опасный оборот, когда на них нападают существа из чистой энергии. |            |                                                              |                  |
| 86 | 20         | «Сущность» «Entity»                                          | 9 февраля 2001   |
| Компьютер комплекса заражает вирус, проникший через «Врата». При попытке его уничтожения он переселяется в тело Саманты Картер. |            |                                                              |                  |
| 87 | 21         | «Двойная опасность» «Double Jeopardy»                        | 16 февраля 2001  |
| Команда SG-1 вновь сталкивается с лордом системы Хроносом, который захватил планету, где когда-то было восстание против гоа’улда Херуура. Им приходится встретиться со своими двойниками-роботами. |            |                                                              |                  |
| 88 | 22         | «Исход (первая часть)» «Exodus (Part 1)»                     | 23 февраля 2001  |
| Команда полковника О’Нилла направляются на планету Вораш. Сельмак и Саманта Картер разрабатывают план по переселению базы Ток'ра на другую планету. Полковник О’Нилл и Джейкоб (Ток'ра Сельмак) имеют небольшую беседу о разногласиях по использованию захваченного корабля гоа’улдов. В конце концов, они приступают к выполнению фантастического плана — взорвать звезду при помощи врат, связанных с чёрной дырой. |            |                                                              |                  |

### Пятый сезон (2001—2002)
| № общий | № в сезоне | Название                                               | Дата премьеры   |
| --- | ---------- | ------------------------------------------------------ | --------------- |
| 89 | 1          | «Враги (вторая часть)» «Enemies (Part 2)»              | 29 июня 2001    |
| Взрывная волна отбросила корабль SG-1, «позаимствованный» у Хроноса, в другую галактику, на расстояние четырёх миллионов световых лет от Земли. В компании с ними оказался и флагман Апофиса. Только гоа’улд навел орудия и вознамерился в упор расстрелять повреждённый при взрыве корабль SG-1, как его внезапно атаковало незнакомое судно. |            |                                                        |                 |
| 90 | 2          | «Порог (третья часть)» «Threshold (Part 3)»            | 6 июля 2001     |
| Апофис изменил память Тил'ка, теперь джаффа считает себя преданным союзником гоа’улда и врагом SG-1. Чтобы вернуть друга, Джек, Дэниел и Саманта решились на рискованный ритуал джаффа, они подвели Тил'ка к порогу смерти и заставили его вспомнить всю свою жизнь. |            |                                                        |                 |
| 91 | 3          | «Вознесение» «Ascension»                               | 13 июля 2001    |
| На задании Саманта Картер неожиданно безо всякой причины потеряла сознание. После возвращения на Землю Саманта застала в своем доме загадочного поклонника, невидимого для окружающих. Она пожаловалась на незнакомца своим друзьям, но Джек, Дэниел и Тил'к не поверили в рассказ о инопланетном кавалере и решили, что Саманта переутомилась. |            |                                                        |                 |
| 92 | 4          | «Пятый человек» «Fifth Man»                            | 20 июля 2001    |
| Полковник О’Нилл и лейтенант Тейлор попали в засаду и застряли между двумя отрядами джаффа под командованием очередного Системного Владыки. Тем временем, Дэниел, Саманта и Тил'к благополучно вернулись на земную базу и обнаружили, что там понятия не имеют, кто такой лейтенант Тейлор и как он попал в отряд SG-1. |            |                                                        |                 |
| 93 | 5          | «Красное небо» «Red Sky»                               | 27 июля 2001    |
| Пространственный туннель, проложенный «Звёздными Вратами», сместил спектр звезды в инфракрасную сторону. Теперь жителей планеты, освещаемой красным солнцем, ждет неминуемая гибель от радиации. SG-1 обратились за помощью к Азгардам, но те отказались вмешаться, сославшись на политические мотивы. |            |                                                        |                 |
| 94 | 6          | «Обряд посвящения» «Rite Of Passage»                   | 3 августа 2001  |
| У Кассандры, заботливо опекаемой доктором Фрейзер, появились неконтролируемые приступы телекинеза. Её здоровье резко ухудшилось, у неё возросла мозговая активность и поднялась температура. В поисках лекарства SG-1 отправились на родину Кассандры и обнаружили лабораторию гоа’улда Нирти. |            |                                                        |                 |
| 95 | 7          | «Вьючное животное» «Beast Of Burden»                   | 10 августа 2001 |
| Унас Чака, когда-то похитивший Дэниела, а после подружившийся с ним, попал в неволю к людям использующим Унасов в качестве вьючных животных. Хозяин Чаки потребовал от Дэниела за свободу Унаса двух других рабов и Дэниэл решил освободить Чаку от рабской участи силой, даже рискуя свободой и безопасностью своих друзей. |            |                                                        |                 |
| 96 | 8          | «Гробница» «The Tomb»                                  | 17 августа 2001 |
| К SG-1 присоединилось четверо русских военных, и они отправились на поиски пропавшего русского отряда. Дэниел обнаружил гробницу 3000-летней давности, построенную по образцу месопотамских зиккуратов, а в ней тела погибших русских военных и гоа’улдовский саркофаг с разложившимися останками бывшего носителя гоа’улда Мардука. К несчастью, вход в зиккурат захлопнулся и замуровал путешественников в компании с жутким пожирателем плоти.                             |            |                                                        |                 |
| 97 | 9          | «Между двух огней» «Between Two Fires»                 | 24 августа 2001 |
| Прибыв на похоронную церемонию, SG-1 получили от Толланцев подозрительно щедрое предложение — ионные пушки в обмен на земной минерал, запасы которого у толланцев подошли к концу. Забравшись втихаря в толланский компьютер, Саманта обнаружила, что несколько месяцев назад ионные пушки не справились с кораблем гоа’улдов. И теперь, те стали диктовать Толланцам свои условия, пытаясь чужими руками убрать со своей дороги землян.                                      |            |                                                        |                 |
| 98 | 10         | «2001» «2001»                                          | 31 августа 2001 |
| Технически развитая раса Ашенов предложила землянам оружие и технологию, способные побороть гоа’улдов, потребовав взамен земную базу адресов планет. Отказ Ашенов, якобы в целях безопасности назвать координаты своей планеты, заставил Саманту заняться поисками их родины. Адрес одной из подозрительных планет совпал с координатами указанными в записке, которую Джек послал сам себе несколько месяцев назад.(Эпизод 4.16).                                            |            |                                                        |                 |
| 99 | 11         | «Крайние меры» «Desperate Measures»                    | 7 сентября 2001 |
| Майора Саманту Картер похитили таинственные люди в чёрном. Генерал Хаммонд, обеспокоенный исчезновением Саманты, отрядил Джека и Дэниела на её поиски. Пока Джек вытрясал информацию из Мейбурна, Саманте в секретной лаборатории устроили допрос, пытаясь выяснить, как извлечь личинку гоа’улда, когда она вылечит смертельно больного миллионера. |            |                                                        |                 |
| 100 | 12         | «Червоточина Экстрим» «Wormhole X-treme»               | 8 сентября 2001 |
| У Марса обнаружен неизвестный корабль, направляющийся к Земле. Саманта выяснила, что его создатели — вымершая раса, с последним представителем который SG-1 хорошо знакомы. А «последний из могикан» Мартин Ллойд (эпизод 4.11) поставил новое телевизионное шоу, положив в его основу идею… «Звёздных Врат». Проморолик оставил довольной только Саманту Картер, которой понравилась игра актрисы, изображающей её персонаж.                                                 |            |                                                        |                 |
| 101 | 13         | «Тренировочный полигон» «Proving Ground»               | 8 марта 2002    |
| SG-1 на тренировочном полигоне с курсантами, среди которых и подшефная Картер — Хейли. Саманта и Дэниел притворились гоа’улдами, а Джек с будущими SG-солдатами должны их нейтрализовать. Тренировка закончилась, курсанты недовольны незатейливостью и надуманностью задания. Внезапно раздался звонок, база «Звёздных Врат» захвачена гоа’улдами, SG-1 с курсантами бросились на выручку своим коллегам.                                                                    |            |                                                        |                 |
| 102 | 14         | «48 часов» «48 Hours»                                  | 15 марта 2002   |
| Корабль Танита разбил наборное устройство, когда SG-1 прыгнули в червоточину. На землю вернулись все, кроме Тил'ка. Саманта вычислила, что его энергия останется в буфере Врат, пока они отключены, и она сумеет вытащить Тил'ка с помощью наборного устройства русских. А пока, врата отключены на 48 часов, а Дэниел отправился на переговоры в Россию. |            |                                                        |                 |
| 103 | 15         | «Саммит (первая часть)» «Summit (Part 1)»              | 22 марта 2002   |
| Ток’ра создали химическое оружие, уничтожающее личинку гоа’улда внутри человека. Применить оружие решено на секретном саммите гоа’улдовских Системных Владык. Дэниел под видом раба проник на Саммит, но неожиданно столкнулся с гоа’улдом Осирисом, который поселился в теле его бывшей возлюбленной Сары, а на Саммите сообщил, что является представителем Анубиса, самого сильного из всех гоа’улдов. А на базу ток'ра, куда отправились остальные SG-1, напали гоа’улды. |            |                                                        |                 |
| 104 | 16         | «Последнее слово (вторая часть)» «Last Stand (Part 2)» | 29 марта 2002   |
| Встреча с Сарой/Осирисом помешала Дэниелу применить яд, так как смерть всех Системных Владык и отсутствие у Анубиса договора с Азгардами развязали бы новоиспеченному гоа’улду руки. Дэниел решил забрать Сару с собой на Землю, чтобы извлечь симбионта. А на планете ток'ра SG-1 наконец-то удалось подать сигнал бедствия Селмаку. |            |                                                        |                 |
| 105 | 17         | «Последний рубеж» «Failsafe»                           | 6 апреля 2002   |
| К Земле летит огромный астероид — подарок от гоа’улдов. Столкновение через 11 дней, силы взрыва, увеличенного наквадаком, хватит, чтобы сжечь атмосферу и вскипятить океаны. Азгарды помочь землянам отказались, опять сославшись на соглашение с Системными Владыками, ток'ра залечивают раны после нападения гоа’улдов. SG-1 придется «сражаться» с незваным гостем в одиночку, подлатав на скорую руку корабль Селмака, они отправились взрывать астероид.                 |            |                                                        |                 |
| 106 | 18         | «Воин» «The Warrior»                                   | 12 апреля 2002  |
| К’Тано, новый харизматичный предводитель джаффа, собрал армию для борьбы с ложными богами — гоа’улдами. SG-1 отправились на планету, где расположился лагерь сторонников К’Тано, поддержать движение сопротивления. Но Джека загрызли сомнения, уж слишком легко и непринужденно К’Тано находит сторонников, и затем, так же легко и просто отправляет их на заведомо невыполнимые задания.                                                                                   |            |                                                        |                 |
| 107 | 19         | «Угроза» «Menace»                                      | 26 апреля 2002  |
| На планете, разрушенной неизвестной катастрофой, SG-1 нашли девушку-робота. Саманта забрала её на базу для дальнейшего изучения, не подозревая, какого Троянского коня везет. Очнувшись, девушка-робот, будто не зная, что она робот, назвала своё имя — Риз и осведомилась о своем отце, а затем от скуки сотворила игрушку… репликатора. Когда генерал Хаммонд осознал опасность, репликаторы уже контролировали все компьютерные системы базы.                             |            |                                                        |                 |
| 108 | 20         | «Страж» «The Sentinel»                                 | 3 мая 2002      |
| Отряд SG-9 отправился на планету P2A018, чтобы принять участие в переговорах о «Страже» — оружии, защищающем планету от гоа’улдов. Но планета оказалась захваченной гоа’улдами Сварога, потому что лжеотряд «Звёздных Врат», воровавший инопланетный технологии (в эпизоде 318), повредил «Стража». Джек в компании бывших «коллег» из лжеотряда, вызволенных из тюрьмы, и при поддержке Дэниела, Саманты и Тил'ка отправился на P2A018, надеясь починить «Стража».           |            |                                                        |                 |
| 109 | 21         | «Высший» «Meridian»                                    | 10 мая 2002     |
| На планете Келоуна SG-1 обнаружили цивилизацию, всего на 50 лет отстающую от современной земной. Правительство страны, владеющей «Звёздными Вратами», в знак своего расположения приставило к SG-1 своего представителя Джонаса Квина. Настало время переговоров, как вдруг в исследовательской лаборатории произошел выброс радиации, в результате которого Дэниел получил смертельную дозу облучения, но получил возможность вознестись.                                    |            |                                                        |                 |
| 110 | 22         | «Откровение» «Revelations»                             | 17 мая 2002     |
| Осирис напал на планету, охраняемую азгардами по договору. Когда Тор бросился на помощь, гоа’улд Осирис захватил его в плен. Азгарды за неимением свободных кораблей попросили SG-1 эвакуировать с планеты азгардовских ученых. Тем временем, перед Тором предстал гоа’улд Анубис и продемонстрировал пленнику новое устройство, умеющее считывать информации напрямую из мозга.                                                                                              |            |                                                        |                 |

### Шестой сезон (2002—2003)
| № общий | № в сезоне | Название                                                             | Дата премьеры   |
| --- | ---------- | -------------------------------------------------------------------- | --------------- |
| 111 | 1          | «Освобождение (первая часть)» «Redemption (Part 1)»                  | 7 июня 2002     |
| Жена Тил'ка погибает и Раек, обвинив отца в её гибели, хочет драться против гоа’улдов. Джек и Саманта запускают рискованную и непроверенную технологию, пытаясь спасти Землю от очередной атаки. В это же время Джонас Квинн пытается доказать, что он достоин того, чтобы стать членом SG-1. |            |                                                                      |                 |
| 112 | 2          | «Освобождение (вторая часть)» «Redemption (Part 2)»                  | 14 июня 2002    |
| Саманта и Джек на построенном земными учеными корабле попытались отбросить неуправляемые «Звёздные Врата» подальше от Земли. Они отбуксировали их на орбиту и занялись подготовкой червоточины. Тил'к и его сын Райа’к отправились уничтожать оружие Анубиса и попали к нему в плен. |            |                                                                      |                 |
| 113 | 3          | «Падение» «Descent»                                                  | 21 июня 2002    |
| На орбите Земли появляется заброшенный корабль гоа’улдов. SG-1 и Джейкоб Картер отправляются туда, для исследований. Однако, в результате непредвиденных обстоятельств, SG-1 теряет управление кораблём, и космическое судно падает в океан. |            |                                                                      |                 |
| 114 | 4          | «Замороженная» «Frozen»                                              | 28 июня 2002    |
| Работая на месте обнаружения вторых «Врат» в Антарктиде, группа учёных находит под слоем льда женщину, которой около миллиона лет. SG-1 отправляются туда для исследований, однако вскоре оказываются заражены непонятной болезнью. |            |                                                                      |                 |
| 115 | 5          | «Лунатики» «Nightwalkers»                                            | 12 июля 2002    |
| Картер, Тил'к и Джонас узнают, что смерть земных учёных имеет какое-то отношение к гоа’улдам, они находят маленький город, жители которого являются частью секретного эксперимента. |            |                                                                      |                 |
| 116 | 6          | «Пропасть» «Abyss»                                                   | 19 июля 2002    |
| Джек и его симбиот ток'ра спасаются от преследования. Симбиот выскочил изо рта Джека, а Джек попал в плен к гоа’улду Ба’алу. Джек не посвящён в планы ток'ра, но Ба’ал, желая узнать их замыслы, отказался поверить в неосведомленность О’Нилла, и теперь Джека, после каждого «разговора» с Ба'алом, оживляет саркофаг. |            |                                                                      |                 |
| 117 | 7          | «Игра тени» «Shadow Play»                                            | 26 июля 2002    |
| Люди Джонаса просят Землю о помощи в борьбе против врагов их планеты. Они хотят использовать оружие массового поражения. SG-1 старается их удержать от этого. |            |                                                                      |                 |
| 118 | 8          | «Другие парни» «The Other Guys»                                      | 2 августа 2002  |
| SG-1 взяты в плен гоа’улдами. Группа учёных пытается организовать спасательную операцию. |            |                                                                      |                 |
| 119 | 9          | «Преданность» «Allegiance»                                           | 9 августа 2002  |
| Очередной переезд ток'ра на новую базу. Заминка в пути обнажила давние противоречия между джаффа и ток'ра. Джаффа не смирились с паразитизмом ток’ра, а те, в свою очередь, не приняли воинов джаффа, как равных. Убийство одного из ток'ра и одного джаффа поставило отношения союзников на грань разрыва. |            |                                                                      |                 |
| 120 | 10         | «Панацея» «Cure»                                                     | 16 августа 2002 |
| SG-1 попадает в мир, где люди с помощью специального лекарства живут без болезней. Но цена такого лекарства велика — они использую королеву гоа’улдов для добычи основного ингредиента панацеи. Но всё не так как кажется. |            |                                                                      |                 |
| 121 | 11         | «Прометей (первая часть)» «Prometheus (Part 1)»                      | 23 августа 2002 |
| О существовании секретного проекта под названием «Прометей» узнала пронырливая журналистка. Генерал Хаммонд поручил Саманте и Джонасу ознакомить не в меру расторопную даму с проектом «Прометей» — космическим кораблём-гибридом земных и инопланетных технологий. Но у сопровождающей журналистку съёмочной группы на уме далеко не экскурсия. |            |                                                                      |                 |
| 122 | 12         | «Неестественный отбор (вторая часть)» «Unnatural Selection (Part 2)» | 10 января 2003  |
| После инцидента на корабле — попытки захвата корабля нелегальной правительственной группой — SG-1 попадает в далёкий участок галактики. С помощью Тора они возвращаются домой, но получают новое задание от асгардов — починить временное устройство на одной из планет асгардов, где находится очень много репликаторов. |            |                                                                      |                 |
| 123 | 13         | «Невидимая сторона» «Sight Unseen»                                   | 17 января 2003  |
| Саманта вернулась на Землю с инопланетным устройством, вскоре у Джонаса начались галлюцинации. По базе поползли существа, виденные только новым членом СГ-1. Саманта и Джек решили, что у Джонаса, как и у его бывшего преподавателя, развилась шизофрения. Но когда проходящие сквозь стены таинственные существа явились Джеку, Саманте стало понятно, что всему виной привезенный командой прибор. |            |                                                                      |                 |
| 124 | 14         | «Дым и зеркала» «Smoke And Mirrors»                                  | 24 января 2003  |
| Сенатора Кинси, от которого в своё время зависела судьба проекта «Звездные Врата», застрелил таинственный убийца. На плёнке, снятой на месте убийства скрытой охранной камерой, явственно запечатлелось лицо… полковника Джека О’Нилла. А в его рыбачьем домике нашли снайперскую винтовку. Кому выгодна смерть сенатора? Кто подставил полковника О’Нилла? Теперь судьба и карьера Джека в руках Саманты, Тил’ка и Джонаса, которые взялись за расследование и своего человека из агентства связи.                     |            |                                                                      |                 |
| 125 | 15         | «Потерянный рай» «Paradise Lost»                                     | 31 января 2003  |
| Мейбурн убедил Джека, Саманту, Джонаса и Тил’ка отправиться на планету для изучения загадочного устройства. Оказавшись на чужой планете, Мейбурн выстрелил в Саманту и попытался удрать через межпространственный портал, созданный изучаемым прибором. Джек вцепился в беглеца, и они вместе оказались на совершенно незнакомой планете. Вскоре к ослепляющему тропическому солнцу и одиночеству присоединилась локальная война между Джеком и Мейбурном.                                                              |            |                                                                      |                 |
| 126 | 16         | «Метаморфоза» «Metamorphosis»                                        | 7 февраля 2003  |
| Поспешив на помощь жителям одной деревеньки, SG-1 и русская SG команда оказались в плену у Гоа’улда Ниррти, печально известной своими генетическими экспериментами. В вечных поисках идеального носителя Ниррти занялась «коррекцией» человеческой ДНК. Как и жители деревни, SG-команды превратились в объект экспериментов Ниирти, Саманта — вторая на очереди. Но созданные мутации оказались нестабильными, первый из подопытных погиб, Саманта следующая.                                                          |            |                                                                      |                 |
| 127 | 17         | «Разоблачение» «Disclosure»                                          | 14 февраля 2003 |
| Генерал Хаммонд с разрешения Пентагона пригласил представителей мировых держав на совещание, где объявил о существовании «Звездных Врат». Скептицизм, недоверие и сомнение — вот самый скромный перечень эмоций, выплеснувшихся на генерала Хаммонда и его коллег. Пытаясь погасить враждебность гостей, сенатор Кинси рассказал о героической команде SG-1, множество раз спасавшей Землю от гибели. |            |                                                                      |                 |
| 128 | 18         | «Отверженные» «Forsaken»                                             | 21 февраля 2003 |
| На планете, куда никогда не ступала нога человека, Джек нашел обрывок фотографии. Вскоре SG-1 наткнулись на потерпевший крушение космический корабль и познакомились с оставшимися в живых пассажирами. Саманта предложила помочь отремонтировать корабль, но ситуация осложнилась, когда на корабль напали странные гуманоидные существа, вооруженные современным оружием. Что скрывается за крушением корабля, почему спасшиеся люди любой ценой стремятся уничтожить инопланетных существ?                           |            |                                                                      |                 |
| 129 | 19         | «На перепутье» «The Changeling»                                      | 28 февраля 2003 |
| Ночные кошмары с главным действующим лицом — Апофисом — замучили Тил’ка. Но пробуждение оказалось гораздо тяжелее, чем сон. Наяву — сошлись в одном времени две реальности Тил’ка. В первой реальности он — отважный пожарник, вытаскивающий людей из огня, а во второй — член SG-1, путешествующий на другие планеты через «Звездные Врата». Два мира переплелись причудливым образом так крепко, что уже не понять — где правда, а где вымысел.                                                                       |            |                                                                      |                 |
| 130 | 20         | «Воспоминание» «Memento»                                             | 7 марта 2003    |
| Очередное испытание «Прометея» закончилось неудачей, после затяжного гиперпрыжка отказала система энергоснабжения. SG-1 с командой корабля застряли в космосе на расстоянии десятков световых лет от Земли. Единственный шанс вернуться домой — найти ближайшую планету с «Звездными Вратами» и доставить через них оборудование и запчасти необходимые для ремонта. |            |                                                                      |                 |
| 131 | 21         | «Пророчество» «Prophecy»                                             | 14 марта 2003   |
| Джонас начал видеть будущее. Доктор Фрейзер после нескольких тестов обнаружила у него быстрорастущую опухоль мозга. Джонаса заинтересовали его новые способности, и он не спешит с операцией, особенно, когда его видения могут предотвратить гибель друзей. Первая попытка — уберечь Саманту от травмы — провалилась. По настоянию Джонаса Саманту отстранили от участия в миссии, а её ранило взрывом в лаборатории на базе «Звёздных Врат». Теперь в видении Джонаса гибнут Джек и Тил’к. Можно ли изменить будущее? |            |                                                                      |                 |
| 132 | 22         | «Полный цикл» «Full Circle»                                          | 21 марта 2003   |
| Джек застрял на базе в лифте и ему явился… Дэниэл, который сообщил о готовящемся нападении Анубиса на Абидос и попросил Джека о помощи. Остановить Анубиса может только Глаз Ра — древний артефакт, спрятанный на Абидосе. Джек, Саманта, Джонас и Тил’к в компании с бестелесным Дэниэлом отправились на поиски артефакта. Но Анубис не дремлет, отряды Джаффа осадили пирамиду, в которой укрылись SG-1. |            |                                                                      |                 |

### Седьмой сезон (2003—2004)
| № общий | № в сезоне | Название                                               | Дата премьеры   |
| --- | ---------- | ------------------------------------------------------ | --------------- |
| 133 | 1          | «Падший» «Fallen»                                      | 13 июня 2003    |
| Джонас Квинн, изучив письмена с Абидоса, вычислил местонахождение Затерянного города. SG-1 отправились на поиски легендарного города Древних и оружия против Анубиса, а нашли… доктора Дэниела Джексона, безмятежно живущего среди местных жителей. Он жив, но не помнит, кто он, и свою предыдущую жизнь на Земле — Джек, Саманта и Тил’к для него лишь призраки забытого прошлого. |            |                                                        |                 |
| 134 | 2          | «Возвращение домой» «Homecoming»                       | 13 июня 2003    |
| Гоа’улды узнают о том, что на родной планете Джонаса имеется наквадриум, и готовят нападение. Квинн отправляется домой, чтобы попробовать защитить свою родную планету. |            |                                                        |                 |
| 135 | 3          | «Хрупкое равновесие» «Fragile Balance»                 | 20 июня 2003    |
| В SGC приходит подросток, заявляя, что он полковник О’Нилл и просто однажды утром проснулся молодым. Оставшаяся команда не на шутку волнуется за своего взрослого командира, который куда-то пропал. |            |                                                        |                 |
| 136 | 4          | «Орфей» «Orpheus»                                      | 27 июня 2003    |
| Бра’так и Райак оказываются в гоаулдском плену. Тил’к и остальная часть команды должны всем рисковать, чтобы спасти своих друзей. |            |                                                        |                 |
| 137 | 5          | «Пересмотры» «Revisions»                               | 11 июля 2003    |
| Оазис жизни на умирающей планете оказался оазисом смерти. От токсичной атмосферы людей защищает хрупкий энергетический купол, которым управляет компьютерная программа. Жители городка гостеприимны и дружелюбны, но SG-1 стали свидетелями странного явления: каждый день кто-нибудь исчезает, а остальные обитатели таинственным образом забывают о его существовании. |            |                                                        |                 |
| 138 | 6          | «Спасательная шлюпка» «Lifeboat»                       | 18 июля 2003    |
| Во время своего следующего задания SG-1 попадают на космический корабль, полный находящимися в крионическом сне пришельцами. Некоторые из них погибли, но их сознания всё ещё живы в памяти компьютера. Несколько таких пришельцев вселилось в Дэниела. |            |                                                        |                 |
| 139 | 7          | «Враг мой» «Enemy Mine»                                | 25 июля 2003    |
| Команда SG-1 приходит на помощь к команде геологов, которые занимаются добычей важного элемента — наквадаха, когда узнают о том, что на планете, где добывается этот минерал, присутствуют унасы. Дэниел обращается к старому другу за помощью. |            |                                                        |                 |
| 140 | 8          | «Космическая гонка» «Space Race»                       | 1 августа 2003  |
| Представители инопланетной расы просят помощи у SGC, чтобы добраться до финишной линии регаты космических кораблей. Картер соглашается на предложение пришельцев, но во время самого соревнования SG-1 узнаёт о том, что один из игроков умышленно саботировал все корабли гонки. |            |                                                        |                 |
| 141 | 9          | «Мститель 2.0» «Avenger 2.0»                           | 8 августа 2003  |
| Как помешать гоа’улдам передвигаться через «Звёздные Врата»? Всего-навсего заразить вирусом наборное устройство «Врат» — очередная гениальная идея доктора Фелджера. В компании с Самантой Картер Фелджер написал вирус и загрузил его (на пробу!) в наборное устройство планеты P5S-117, любимой планеты гоа’улда Ба’ала. Но неожиданно вредоносная программа начала заражать одни «Звёздные Врата» за другими и Джек, Дэниел и ещё двенадцать SG-отрядов застряли на других планетах. |            |                                                        |                 |
| 142 | 10         | «Право по рождению» «Birthright»                       | 15 августа 2003 |
| SG-1 нашли лагерь женщин джаффа, бежавших от гоа’улда Молоха. Чтобы выжить, им нужны симбиоты, которых приходится добывать, нападая на отряды джаффа, служащих другим гоа’улдам. Но рано или поздно гоа’улды обнаружат лагерь, и тогда его обитателей ждет смерть. Тил'к предложил им покончить с нападениями и использовать вместо симбиотов третонин. |            |                                                        |                 |
| 143 | 11         | «Эволюция (первая часть)» «Evolution (Part 1)»         | 22 августа 2003 |
| Дэниел вместе с Доктором Ли при поисках устройства древних попадают в плен к террористам в джунглях Гондураса. Тил’к, Картер и Джейкоб отправляются на опасную миссию на главную станцию Анубиса, чтобы предотвратить клонирование суперсолдат. |            |                                                        |                 |
| 144 | 12         | «Эволюция (вторая часть)» «Evolution (Part 2)»         | 9 января 2004   |
| Саманта, Тил’к и Джейкоб пробрались на секретную фабрику Анубиса, где уже поставлен на поток выпуск непобедимых гибридов. А Джек отправился спасать Дэниела из лап гондурасских повстанцев. |            |                                                        |                 |
| 145 | 13         | «Грейс» «Grace»                                        | 16 января 2004  |
| Пришельцы захватили экипаж «Прометея», только Саманте по счастливой случайности удалось избежать плена. Нужно как можно быстрее вернуть экипаж и покинуть туманность, разъедающую оболочку корабля. Поддержать Саманту пришли Джек, Дэниел, Джейкоб, жаль только, что они всего лишь игра воображения изнемогающей от усталости Картер. |            |                                                        |                 |
| 146 | 14         | «Радиоактивные осадки» «Fallout»                       | 23 января 2004  |
| Джонас Квинн обращается к Земле за помощью. На его родной планете, Келоне, в любой момент может произойти цепная реакция большого количества наквадрии (изотопа наквадаха). Саманта Картер отправляется на Келону, чтобы принять участие в специальной миссии по предотвращению этой катастрофы. |            |                                                        |                 |
| 147 | 15         | «Химера» «Chimera»                                     | 30 января 2004  |
| Постоянно повторяющийся сон Дэниела так похож на реальность: знакомство с Сарой, университетская лаборатория, изучение древних символов уносят его в прошлое. Только откуда в его снах письмена Древних? Почему Сара в его снах хочет узнать координаты города Древних? |            |                                                        |                 |
| 148 | 16         | «Похоронный звон» «Death Knell»                        | 6 февраля 2004  |
| Гибрид Анубиса атаковал секретную базу землян, расположенную на одной из открытых планет. Спасательный отряд опоздал, большая часть персонала погибла, Джейкоб Картер тяжело ранен, а Саманта пропала. На её поиски отправились Джек О’Нилл и непобедимый анубисовский солдат. |            |                                                        |                 |
| 149 | 17         | «Герои (первая часть)» «Heroes (Part 1)»               | 13 февраля 2004 |
| В SGC допущена съёмочная группа c целью документации работы SGC. Главный репортёр берёт интервью у каждого члена команды, но не всё так просто, как это кажется на первый взгляд. |            |                                                        |                 |
| 150 | 18         | «Герои (вторая часть)» «Heroes (Part 2)»               | 20 февраля 2004 |
| Гибель человека во время спасательной миссии повлекло за собой служебное расследование. А настырный журналист узнал, что у Дэниела Джексона есть запись с шокирующими кадрами. |            |                                                        |                 |
| 151 | 19         | «Возрождение» «Resurrection»                           | 27 февраля 2004 |
| Эксперименты в секретной лаборатории NID закончились гибелью персонала. Саманту и Дэниела попросили провести расследование. Какого же было их удивление, когда они узнали, что в лаборатории создали гибрид человека с гоа’улдом. |            |                                                        |                 |
| 152 | 20         | «Инаугурация» «Inauguration»                           | 5 марта 2004    |
| Новый президент США с огромным удивлением узнал о существовании программы «Звёздные Врата». Теперь от политического курса зависит дальнейшая судьба межпланетных путешествий. |            |                                                        |                 |
| 153 | 21         | «Потерянный город (первая часть)» «Lost City (Part 1)» | 12 марта 2004   |
| В структуре командования SGC происходят изменения, генерал Хаммонд отправляется к президенту для получения нового задания. Из-за приближающихся джаффа воинов Анубиса SG-1, обнаружив библиотеку Древних, вынуждена взорвать устройство — хранилище знаний Древних. О’Нилл вынужден ещё раз загрузить библиотеку Древних. |            |                                                        |                 |
| 154 | 22         | «Потерянный город (вторая часть)» «Lost City (Part 2)» | 19 марта 2004   |
| Получив от Джека координаты, SG-1 в очередной раз отправились на поиски города Древних. Нужно торопиться, Анубис уже окружил Землю и нанёс первый удар, демонстрируя свою огневую мощь. Землянам нечего противопоставить кроме «Прометея», но его решено приберечь на крайний случай. В руках SG-1 ключик к разрушительному оружию Древних, только где спрятана дверь? |            |                                                        |                 |

### Восьмой сезон (2004—2005)
| № общий | № в сезоне | Название                                            | Дата премьеры    |
| --- | ---------- | --------------------------------------------------- | ---------------- |
| 155 | 1          | «Новый порядок (первая часть)» «New Order (Part 1)» | 9 июля 2004      |
| Тил'к и Картер отправляются на поиски Азгардов для спасения О`Нила. Дэниэл и Доктор Вейр (временный руководитель комплекса SGC) участвуют в сложных переговорах с гоа’улдами. |            |                                                     |                  |
| 156 | 2          | «Новый порядок (вторая часть)» «New Order (Part 2)» | 9 июля 2004      |
| Азгарды вновь столкнулись со своим старым врагом — репликаторами и теперь они вновь нуждаются в помощи команды SG-1. Переговоры с гоа’улдами заходят в тупик, но у Доктора Вейр есть ещё козыри. |            |                                                     |                  |
| 157 | 3          | «Карантин» «Lockdown»                               | 23 июля 2004     |
| В SGC происходят странные события, Анубис, захватив человеческое тело, пытается пройти через «Звёздные Врата», генерал О’Нилл вынужден перевести базу на карантинный статус. |            |                                                     |                  |
| 158 | 4          | «Решающий час» «Zero Hour»                          | 30 июля 2004     |
| SG-1 попадает в плен к гоа’улду Ба’ал, в то же время в SGC один исследовательский эксперимент проходит неудачно и генерал О’Нилл должен успеть решить все эти проблемы до официального визита президента Америки. |            |                                                     |                  |
| 159 | 5          | «Икона» «Icon»                                      | 6 августа 2004   |
| Дэниэл оказывается на чужой планете, где идёт гражданская война, вызванная активацией «Звёздных Врат». Генерал О’Нилл пытается наладить контакт с новой властью с тем что бы вернуть Дэниэла, но всё оборачивается другим образом. |            |                                                     |                  |
| 160 | 6          | «Аватар» «Avatar»                                   | 13 августа 2004  |
| Учёные из SGC предлагают Тил'ку сыграть в компьютерную игру, которая симулирует боевые действия в виртуальной реальности (устройства из 2-го сезона Хранитель игры), но во время тестирования новой технологии Тил'к оказывается в западне и вынужден заново и заново переживать одни и те же события, к нему на помощь приходит Дэниэл. |            |                                                     |                  |
| 161 | 7          | «Близость» «Affinity»                               | 20 августа 2004  |
| Тил'к вышел в люди — ему разрешили пожить в настоящем доме, с настоящими соседями и с настоящими уличными хулиганами. Он наслаждается свободой, но реальная жизнь преподносит сюрприз за сюрпризом. И не только Тил'ку. Тил’ка арестовывают по подозрению в убийстве, его прелестную соседку похищают, Дэниэла шантажируют неизвестные, а Саманта получает неожиданный подарок от Пита. |            |                                                     |                  |
| 162 | 8          | «Соглашение» «Covenant»                             | 27 августа 2004  |
| Миллионер по имени Колсон сообщает общественности о существовании пришельцев на Земле. Командование SGC, взволнованное этим сообщением, пытается дискредитировать миллионера, используя помощь расы азгардов Тора. Полковник Картер пытается убедить Колсона в нераскрытии секретной информации. |            |                                                     |                  |
| 163 | 9          | «Жертвы» «Sacrifices»                               | 10 сентября 2004 |
| Тил'к вновь встречается со своей подружкой Ишта. Ишта недовольно движением джаффа воинов и пытается убедить Тил'ка в том что наступило время для решающих действий — восстания джаффа против гоа’улдов. В то же время Раек, сын Тил'ка, собирается жениться, но будущую жену Раека не устраивают старые обычаи венчания. |            |                                                     |                  |
| 164 | 10         | «Конец игры» «Endgame»                              | 17 сентября 2004 |
| С базы SGC неизвестные злоумышленники похитили… «Звёздные Врата». Кто-то пробрался на базу SGC и поставил маяк на «Врата», а потом с помощью лучевой технологии их похитил. Как вернуть домой SG-команды, находящиеся на внеземных миссиях? Саманта отправилась за ответами в Зону 51, а Тил'к в гости к Зарин — шпиону Ток’ра — работающую на Ба’ал. Но кража «Звёздных Врат» ещё полбеды, настоящая беда развернулась в захваченных Гоа’улдами мирах. Кто-то обстрелял несколько Гоау’лдовских планет снарядами со смертельным ядом. Заряды, выпущенные через похищенные земные «Врата», убили на этих планетах не только Гоа’улдов, но и всех Джаффа и Ток'ра. |            |                                                     |                  |
| 165 | 11         | «Близнец» «Gemini»                                  | 21 января 2005   |
| Саманте Картер опять пришлось встретиться со своим двойником. Только на сей раз её близняшка появилась не из параллельной Вселенной, а из мира репликаторов. Кто она, Саманта-Репликатор? В её памяти живут чувства, привязанности и воспоминания настоящей Саманты, но её сущность — сущность разрушителя. Её создал Пятый, но сбежала от него, потому что он пытался превратить её в бездушную машину. Теперь РеплиКартер хочет умереть и SG-1 должны ей помочь. |            |                                                     |                  |
| 166 | 12         | «Прометей Раскованный» «Prometheus Unbound»         | 28 января 2005   |
| Космический корабль «Прометей» подвергся атаке. Весь экипаж «Прометея» был транспортирован на другой корабль, единственный, кто не был транспортирован, это Дэниэл, который очень понравился захватчице корабля. |            |                                                     |                  |
| 167 | 13         | «Хорошо быть королём» «It's Good To Be King»        | 4 февраля 2005   |
| Сбылась мечта Мейбурна: тихая планета, спокойная старость и … королевская должность. Идиллию нарушило появление Саманты, Дэниэла и Тил'ка, которые пришли предупредить Мейбурна, что в его мир вскоре вторгнется гоа’улд Арес. К их удивлению, оказалось, что Мейбурн слывет среди своих подданных не только королём, но и предсказателем. Но перед SG-1 он притворяться не стал и рассказал им, что лишь пересказывает готовые предсказания Древних. Откуда Древние узнали о будущем? Ответ оказался рядом, — обследуя лес, Тил'к наткнулся на машину времени, с помощью которой Древние и начертали будущее.                                                    |            |                                                     |                  |
| 168 | 14         | «Полная Тревога» «Full Alert»                       | 11 февраля 2005  |
| Русская армия приведена в полную боеготовность, полковник Чехов отправляется в SGC (Америка) для разъяснения сложившейся ситуации. Дэниэл в это же время отправляется в Россию для того, чтобы узнать, как сенатор Кинси стал гоа’улдом. |            |                                                     |                  |
| 169 | 15         | «Гражданин Джо» «Citizen Joe»                       | 18 февраля 2005  |
| Никогда не прикасайтесь к незнакомым предметам. Парикмахер Джо купил на распродаже симпатичную безделушку, — маленький камешек с незнакомыми письменами. Прикоснувшись в камню, Джо увидел генерала Хаммонда, Джека, Саманту, Дэниэла, Тил'ка, базу в Шаенском горном комплексе и сами «Звёздные Врата». Он стал делиться своими видениями с друзьями и родственниками. Прошли годы, но Джо как одержимый продолжал рассказывать жителям небольшого провинциального городка истории о внеземных путешествиях. Он забросил семью, работу, друзей, не заметил, как вырос его сын.                                                                                   |            |                                                     |                  |
| 170 | 16         | «Расчёт (первая часть)» «Reckoning (Part 1)»        | 25 февраля 2005  |
| Репликатор-двойник Саманты крадет Дэниела на свой корабль где подвергает пыткам пытаясь выяснить тайны древниx. Тил'к и мастер Бра’так, организовывают взятие священного города джаффа, в это же время лорд Ба’ал просит помощи у SGC для борьбы с репликаторами. |            |                                                     |                  |
| 171 | 17         | «Расчёт (вторая часть)» «Reckoning (Part 2)»        | 4 марта 2005     |
| Репликаторы начинают наступление на Землю, но успешные действия Саманты Картер и её отца активируют единственно оружие против репликаторов. После запуска этого оружия, Ба’ал активировал все врата в галактике, через которые запустилась разрушительная волна, убивавшая всех репликаторов в галактике. |            |                                                     |                  |
| 172 | 18         | «Нити» «Threads»                                    | 11 марта 2005    |
| Такова природа человека, что всегда приходится делать выбор. И всегда при этом выборе остаётся проигравший, кто-то находит, а кто-то теряет. Закон Вселенной. Выбор между плохим и хорошим, выбор между жизнью и смертью, выбор между любовью и равнодушием, между долгом и страхом смерти. Пока Дэниэл решает, вернуться ему на Землю или вознестись, Джекоб уже сделал свой выбор. Долг чести превыше всего, даже если это причинит горе близким ему людям. Саманта на перепутье, идти вперёд и вернуться назад? И даже Древним приходится выбирать. |            |                                                     |                  |
| 173 | 19         | «Мобиус (часть 1)» «Moebius (Part 1)»               | 18 марта 2005    |
| Дэниэл нашел ещё один «Модуль Нулевой Точки». Но есть проблема: МНТ находится в Древнем Египте в руках гоа’улда Ра. SG-1 отправляется в прошлое на несколько тысячелетий назад на падл-джампере со встроенной машиной времени. Оказавшись в Древнем Египте, они пробрались в храм Ра и выкрали МНТ. Но вернуться домой в своё время SG-1 не могут, — воины Ра случайно нашли джампер… |            |                                                     |                  |
| 174 | 20         | «Мобиус (часть 2)» «Moebius (Part 2)»               | 25 марта 2005    |
| А будущее все-таки изменилось. Не для всех, конечно. Генерал Хаммонд по-прежнему командует Шаенским горным комплексом, только «Звёздных Врат» там нет. И программы внеземных путешествий не существует. О’Нилл в отставке и подрабатывает, сдавая в аренду свою яхту, Дэниел преподает английский язык иммигрантам, Саманта заштатный служащий в военном ведомстве, а Тил'к все ещё верен Апофису. Зато жив Кавальский. На раскопках в Гизе вместо «Звёздных Врат» нашли запись, сделанную SG-1 в далёком прошлом. Теперь их альтернативным двойникам предстоит спасти своих предшественников.                                                                    |            |                                                     |                  |

### Девятый сезон (2005—2006)
| № общий | № в сезоне | Название                                                    | Дата премьеры    |
| --- | ---------- | ----------------------------------------------------------- | ---------------- |
| 175 | 1          | «Авалон. Часть 1» «Avalon (Part 1 of 3)»                    | 15 июля 2005     |
| Назначенный возглавить SG-1 подполковник Камерон Митчелл с удивлением узнает, что все её прежние члены получили новые назначения, и ему придется собрать новую команду. В это время на Землю прибывает Вала Мал Доран с каменной скрижалью, открывающий путь к сокровищнице Древних. Скрижаль подписана Мерлином — одним из Древних, вернувшихся с Атлантиса на Землю. Чтобы её не обманули, Вала надевает на руку Джексона браслет, который не даст ему далеко уйти от неё.                                                |            |                                                             |                  |
| 176 | 2          | «Авалон. Часть 2» «Avalon (Part 2 of 3)»                    | 22 июля 2005     |
| Древнее устройство коммуникаций передает подсознание Дэниэла и Валы, посылая их в другую галактику, где они вселяются в тела двух человек, преследуемых последователями злой религии Орай… |            |                                                             |                  |
| 177 | 3          | «Происхождение» «Origin»                                    | 29 июля 2005     |
| Дэниэл встречается лицом к лицу с Орай, огненной расой древних существ, которые требуют от смертных поклонения, и которые до сих пор не знали что и в нашей галактике (которую защитили от них Древние) есть смертные люди. В другом месте Командование «Звёздных Врат» сталкиваются с первым Приором Орай в нашей галактике… |            |                                                             |                  |
| 178 | 4          | «Неразрывные узы» «The Ties That Bind»                      | 5 августа 2005   |
| Дэниэл Джексон обыскивает Валу Мал Доран перед отъездом из Земли и обнаруживает, что она дважды пробует убежать с бесценным экспонатом. Но спустя приблизительно час после того, как она уезжает, Дэниэл снова теряет сознание. Он приходит в себя только тогда, когда она возвращается, и выясняется, что есть более постоянная связь, чем они думали… |            |                                                             |                  |
| 179 | 5          | «Сильные мира сего» «The Powers That Be»                    | 12 августа 2005  |
| SG-1 посещает мир, где недавно видели посланника Орай и людей которые, поклоняются Вале как богу, не зная о поражении гоа’улда, носителем которого она являлась. Когда она признаётся в управлении ими, жители деревни требуют, чтобы Вала предстала перед судом. Внезапно эту же планету посещает Приор из Орай. После его ухода жители планеты заболевают непонятной болезнью, которую, к счастью, получается вылечить у Валы с помощью Амулета гоа’улдов. Но радость жителей преждевременна, Приоры Орай слишком сильны… |            |                                                             |                  |
| 180 | 6          | «Плацдарм» «Beachhead»                                      | 19 августа 2005  |
| Саманта Картер возвращается в SGC, когда Орай захватывают власть на планете, используя растущее силовое поле, чтобы укрепиться в нашей галактике. В это же время в SGC прибывает гоа’улд по имени Нерус, известный своим коварством, и предлагает свою помощь в победе над Орай… |            |                                                             |                  |
| 181 | 7          | «Машина возмездия» «Ex Deus Machina»                        | 26 августа 2005  |
| SG-1 выясняет, что все ещё есть гоа’улды, скрывающиеся на Земле, включая и прежнего Системного Лорда Ба’ала. Тем временем, напряжение в отношениях между Землёй и Свободными Джаффа продолжает расти. Лидер джаффа Герак хочет без помощи землян поймать ложного Бога Ба’ала и убить его. Земляне же хотят справедливого суда… |            |                                                             |                  |
| 182 | 8          | «Вавилон» «Babylon»                                         | 9 сентября 2005  |
| Полковник Митчелл ранен в перестрелке с воином мифического племени мятежных джаффа. Его обучают их методам борьбы только для того, чтобы он мог участвовать в ритуальном смертельном сражении… |            |                                                             |                  |
| 183 | 9          | «Прототип» «Prototype»                                      | 16 сентября 2005 |
| SG-1 обнаруживают генетически усовершенствованный гибрид человека и Гоа’улда, обладающего памятью Анубиса и способного к вознесению. Он должен был стать первым из элитной расы воинов Анубиса. Дэниэл понимает, что мутант может представлять угрозу для Древних. Несмотря на опасность, NID стремится получить возможность изучить прототип. |            |                                                             |                  |
| 184 | 10         | «Четвёртый всадник. Часть 1» «The Fourth Horseman (Part 1)» | 16 сентября 2005 |
| Земля заражена смертельной чумой, привезенной после контактов с Приором Орай. Лидер джаффа Герак предлагает, чтобы Свободные джаффа следовали за религией Орай и сам становится одним из Приоров… |            |                                                             |                  |
| 185 | 11         | «Четвёртый всадник. Часть 2» «The Fourth Horseman (Part 2)» | 6 января 2006    |
| Чума Орай быстро распространяется. SG-1 надеются на то, что те, кто уже подвергался её воздействию раньше, знают, как с ней бороться. Герак предпринимает попытку объединения джаффа под флагом Орай. Он призывает Тил'ка и Бра’така к сотрудничеству. |            |                                                             |                  |
| 186 | 12         | «Сопутствующие потери» «Collateral Damage»                  | 13 января 2006   |
| Полковник Митчелл ложно обвинен в убийстве — однако всё становится на свои места благодаря технологии, которая способна проецировать его воспоминания в чужой разум. |            |                                                             |                  |
| 187 | 13         | «Волновой эффект» «Ripple Effect»                           | 20 января 2006   |
| Генерал Лэндри вынужден прибыть в диспетчерскую из-за незапланированной внешней активации. «Врата» подготовлены к открытию, сигнал получен. В этот момент происходит ослепительная вспышка света и непонятный шум. После возвращения команды SG-1 происходит повторная активация Врат, а затем через них проходит вторая команда SG-1, одетая в другую форму… |            |                                                             |                  |
| 188 | 14         | «Цитадель» «Stronghold»                                     | 27 января 2006   |
| Тил'к и Бра’так отправились на Дэкару для участия в заседании Высшего Совета джаффа с целью проведения референдума, на котором свободные джаффа могли бы избирать своих представителей в Совет на демократических принципах, а не подчиняться военной верхушке. Мез’рай — старый друг Бра’така поддерживает их позицию. |            |                                                             |                  |
| 189 | 15         | «Итон» «Ethon»                                              | 3 февраля 2006   |
| Дэниэл попадает в тюрьму в одном из миров, контролируемых Орай. Во время попытки SG-1 вызволить его «Прометей» был уничтожен. |            |                                                             |                  |
| 190 | 16         | «Вырваться из клетки» «Off The Grid»                        | 10 февраля 2006  |
| SG-1 попадает в ловушку на одной из планет после того, как наборное устройство и сами «Врата» исчезают… Тем временем, прежний Системный Лорд Ба’ал пытается восстанавливать свою империю. |            |                                                             |                  |
| 191 | 17         | «Бедствие» «The Scourge»                                    | 17 февраля 2006  |
| Путешествие в другой мир устроенное для группы иностранных дипломатов становится крайне опасным, когда коварная разновидность насекомого вырывается на свободу. |            |                                                             |                  |
| 192 | 18         | «Мантия Артура» «Arthur's Mantle»                           | 24 февраля 2006  |
| Тил'к и SG-9 обнаруживают, что Соданы подверглись жестокому нападению. Тем временем, Митчелл и Картер перемещаются в другое измерение, что делает их невидимыми для всех сотрудников SGC. |            |                                                             |                  |
| 193 | 19         | «Крестовый поход» «Crusade (Part 1 of 3)»                   | 3 марта 2006     |
| Вала Мал Доран связывается со штабом SGC из галактики Орай и рассказывает о своей жизни в деревни, где строятся боевые корабли Орай, которые теперь готовы отправиться в нашу галактику. А тем временем на Земле возникла проблема — Россия заявила о желании забрать свои «Звёздные Врата» обратно. |            |                                                             |                  |
| 194 | 20         | «Камелот» «Camelot (Part 2 of 3)»                           | 10 марта 2006    |
| SG1 отправляется в мир, где Мерлин спрятал оружие способное уничтожить высшее существо, и обнаруживают Камелот. Чтобы найти сокровище Мерлина, среди которого должно быть это оружие, им придется столкнуться с голографической защитной системой Мерлина, аналогичной той, что была в Авалоне. А тем временем обнаружены супер врата, через которые в нашу Галактику должен прибыть флот Орай. |            |                                                             |                  |

### Десятый сезон (2006—2007)
| № общий | № в сезоне | Название                                        | Дата премьеры    |
| --- | ---------- | ----------------------------------------------- | ---------------- |
| 195 | 1          | «Плоть и кровь» «Flash and Blood (Part 3 of 3)» | 14 июля 2006     |
| Когда Орай вторгаются на Чулак, планету джаффа, Дэниэл и Вала вынуждены иметь дело с новым лидером Крестового Похода, юной дочерью Валы, взросление которой Орай искусственно ускоряют, чтобы она могла полноценно служить их целям. |            |                                                 |                  |
| 196 | 2          | «Морфей» «Morpheus»                             | 21 июля 2006     |
| В поисках Святого Грааля, о местонахождении которого Джексон вычитал в одной из книг Камелота, SG-1 отправляются на планету Вагонбрей, а попадают в настоящее сонное царство. Все жители, похоже, уснули в своих постелях и никогда не проснулись. Постепенно и земляне начинают чувствовать непреодолимое желание погрузиться в сон. А в это время Вала в SGC пытается доказать своё право и желание войти в команду SG-1. |            |                                                 |                  |
| 197 | 3          | «Проект Пегас» «The Pegasus Project»            | 28 июля 2006     |
| SG-1 на «Одиссее» отправляются в Атлантис, чтобы там найти упоминания о планетах, где может быть спрятан «Святой Грааль». Этим занимаются Дэниэл Джексон и Вала, а вот остальная команда и МакКей пытаются открыть новые суперврата Орай, используя чёрную дыру в галактике Пегас, таким образом лишив Орай возможности использовать их. Они ещё не знают, что к «Одиссею» на полной скорости приближается корабль-улей Рейфов. |            |                                                 |                  |
| 198 | 4          | «Чужой среди своих» «Insiders»                  | 4 августа 2006   |
| Не только земляне ищут Святой Грааль. В руки SGC попадает гоа’улд Ба’ал, который утверждает, что он оригинал, а его копии хотят уничтожить его, а ещё он знает, где искать оружие Мерлина. Нужна, правда, небольшая плата — поймать всех клонов. Но пойманные клоны вдруг заявили, что они — тоже оригиналы. Бесконечные допросы и тесты ничего не смогли объяснить, а SG-1 никак не могут понять, зачем все это гоа’улду. |            |                                                 |                  |
| 199 | 5          | «Незваные гости» «Uninvited»                    | 11 августа 2006  |
| На мирной планете на команду SG-1 внезапно нападает монстр, каких никогда не было в этом мире. Вскрытие чудовища показало, что это всего лишь маленький грызун, но внутри было обнаружено ещё что-то пиявкоподобное. Что вызвало мутацию? Возможно, устройство невидимости Соданов, но один из таких механизмов пропал, а значит, по Земле уже может бродить огромная взбесившаяся белочка или другой монстр. Пока все ловят чудовищ, Митчелл и Лэндри отдыхают в лесной хижине. Только удастся ли им отдохнуть? Ведь здесь тоже есть белочка.                                                               |            |                                                 |                  |
| 200 | 6          | «200-я серия» «200th»                           | 18 августа 2006  |
| Мартин Ллойд, инопланетянин, пытавшийся снять сериал на основе «Звёздных Врат», опять ищет помощи у SGC, когда по его шоу решают поставить полнометражный фильм. Команда SG-1 не в восторге от того, какими их изобразили в сценарии, они жаждут побыстрее сбежать от надоедливого человечка, но в это время «Звёздных Вратах» что-то ломается и SG-1 вынуждены выслушивать безумные идеи Мартина и друг друга. |            |                                                 |                  |
| 201 | 7          | «Ответный удар» «Counterstrike»                 | 25 августа 2006  |
| Джаффа используют оружие на Дакаре против новых сторонников Орай с севшим на планету кораблем, чтобы захватить его. Но каким-то образом Адрии удалось спастись. |            |                                                 |                  |
| 202 | 8          | «Помни о смерти» «Memento Mori»                 | 8 сентября 2006  |
| Проголодавшаяся Вала зашла перекусить в забегаловку. Однако когда владелец потребовал оплатить счет, оказалось, что Вала не помнит совершенно ничего до тех пор, когда она вошла в забегаловку. Чтобы расплатиться, ей приходится остаться работать официанткой, пока она не вспомнит своё прошлое. Тем временем SG-1 изо всех сил пытаются найти пропавшую Валу. Постепенно она начинает вспоминать, что была в плену у некой Афины, которая использовала устройство памяти, чтобы извлечь какую-то информацию из прошлого Валы.                                                                            |            |                                                 |                  |
| 203 | 9          | «Воровская гильдия» «Company Of Thieves»        | 15 сентября 2006 |
| Нетан, глава Люцианского Союза, испытывает трудности после своего решения поддержать битву против Орай — многие теперь не согласны с его лидерством. Ощущая угрозу со стороны своего помощника, Аватео, он дает ему задание захватить «Одиссей», надеясь на провал операции. Однако, честолюбивый Аватео успешно выполняет задание, заполучив корабль вместе с Картер на борту. Пользуясь ей, как приманкой, он захватывает и Дэниэла с Валой. Чтобы спасти друзей, Митчеллу приходится проникнуть в ряды Союза, испытанным способом воздействуя на их память и выдавая себя за одного из помощников Нетана. |            |                                                 |                  |
| 204 | 10         | «Поиски. Часть 1» «The Quest (Part 1)»          | 22 сентября 2006 |
| В поисках «Святого Грааля» SG-1 встречают Озрика, старого библиотекаря, который хранит множество интересных материалов. Он предупреждает гостей, что уже многие пытались найти это сокровище, но погибли, поскольку поиски привели их в лес, проклятый феей Морганой. Но SG-1 тверды в своих намерениях и хотели бы идти до конца. Однако, Озрик все равно отказывается показать им карту, поскольку предыдущие искатели пытались украсть её у него. Так SG-1 узнают, что за Граалем охотится и Ба’ал. |            |                                                 |                  |
| 205 | 11         | «Поиски. Часть 2» «The Quest (Part 2)»          | 9 января 2007    |
| В продолжение истории предыдущего эпизода SG-1 приходится расшифровать множество шарад Древних, обойти проклятие и даже объединить свои силы с врагом. |            |                                                 |                  |
| 206 | 12         | «Черта на песке» «Line In The Sand»             | 16 января 2007   |
| SG-1 пытаются спрятать всех жителей планеты, которым угрожают Орай, воспользовавшись устройством Мерлина, чтобы перенести их в другое измерение. Однако, в критический момент техника дает сбой, и некоторые из местных приходят к решению подчиниться новым богам. |            |                                                 |                  |
| 207 | 13         | «Дорога в никуда» «Road Not Taken»              | 23 января 2007   |
| После небольшого взрыва Картер попадает в другое измерение, где видит тех, кого не ожидала встретить. Все уверены, что она — майор Картер, которая спасла мир от инопланетного вторжения. |            |                                                 |                  |
| 208 | 14         | «Саван» «The Shroud»                            | 30 января 2007   |
| Митчелл, Картер, Тил'к и Вала посещают очередную планету, где недавно побывал Приор. С удивлением они узнают, что жителям не было обещано никаких кар за отказ следования религии Происхождения. Приор проповедовал только блага, которые принесет единственно верный путь к спасению. Надеясь увидеть необычного служителя Орай, SG-1 спрятались, ожидая его. Когда Приор прибыл, под саваном, поседевшими волосами, бледным лицом с белёсыми глазами SG-1 не сразу смогли узнать Дэниэля Джексона. |            |                                                 |                  |
| 209 | 15         | «Вознаграждение» «Bounty»                       | 6 февраля 2007   |
| Камерон Митчелл берет с собой на встречу выпускников Валу, там он встречает свою первую любовь — Эмми Вандерберг — и старого друга Даррелла, которого заинтересовала Вала. В это время Митчеллу приходит сообщение, что Тил'к и Саманта Картер были атакованы, а на Землю за Митчеллом пробрался охотник. Наёмник пробирается на вечер, но ему мало одного Митчелла, он хочет всю SG-1. |            |                                                 |                  |
| 210 | 16         | «Плохие парни» «Bad Guys»                       | 13 февраля 2007  |
| SG-1 посещают музей на другой планете, но здесь их по ошибке принимают за банду мятежников, которых нельзя оставлять в живых. SG-1 не могут попасть домой, потому что обнаружили, что наборное устройство — всего лишь музейный экспонат. |            |                                                 |                  |
| 211 | 17         | «Око за око» «Talion»                           | 20 февраля 2007  |
| Представители джаффа собираются на саммите, чтобы обсудить будущее своих людей перед угрозой Орай. Но в это время на саммит нападают террористы. Много убитых. Бра’так ранен, и его доставляют в SGC. Тил'к, игнорируя предупреждения своей команды, решает сам провести расследование и отомстить. |            |                                                 |                  |
| 212 | 18         | «Семейные узы» «Family Ties»                    | 27 февраля 2007  |
| Вала встречается с отцом. Она надеется, что отец после многих лет разлуки с ней хоть сколько-то изменился, но надежда эта напрасна. Хотя её отец великий аферист и махинатор, командованию «Звёздных Врат» он всё-таки помогает! |            |                                                 |                  |
| 213 | 19         | «Господство» «Dominion»                         | 6 марта 2007     |
| Вала встречается со своей дочерью по плану SG1, но неожиданно в их план вмешивается Ба’ал. SG1 обязаны вновь захватить дочь Валы, чтобы остановить вторжение последователей Орай. |            |                                                 |                  |
| 214 | 20         | «Бесконечность» «Unending»                      | 13 марта 2007    |
| Команда SG-1 прилетает на планету азгардов, Тор сообщает что его раса в скором времени перестанет существовать и все технологии его расы будут переданы землянам. Но не всё так просто как кажется на первый взгляд, после того как азгарды передали людям технологии, внезапно появились корабли Орай и SG-1 вынуждено воспользоваться устройством расширения времени, если его отключить, то луч от главного орудия корабля орай уничтожит Одиссей раньше, чем они успеют что-то сделать. |            |                                                 |                  |

## Фильмы
| Название                                                     | Дата премьеры   |               |
| ------------------------------------------------------------ | --------------- | ------------- |
| «Звёздные врата: Ковчег правды» «Stargate: The Ark of Truth» | 24 марта 2008   | 11 марта 2008 |
| «Звёздные врата: Временной континуум» «Stargate: Continuum»  | 18 августа 2008 | 29 июля 2008  |